# Archibald Forbes
Archibald Forbes (Cambridge, 17 aprile 1838 – 30 marzo 1900) è stato un giornalista e patriota britannico. Famoso per essere stato corrispondente di guerra

## Biografia
Figlio di un ministro, dopo aver frequentato l'università di Aberdeen si stabilizzò a Londra, dopo fu mandato al fronte di guerra dove inviava informazioni importanti al suo paese. In seguito lavorò al Daily News. Grazie alla e sue capacità fu inviato in molti paesi del mondo.

## Opere
Forbes fu anche uno scrittore, le opere in parte autobiografiche riguardavano eventi di guerra o biografie di personaggi illustri dell'epoca:
- Glimpses through the Cannon Smoke  (1880)
- Souvenirs of some Continents  (1885)
- William I. of Germany: a Biography  (1888)
- Barracks, Bivouacs, and Battles  (1891)
- The Afghan Wars (1892)
- Czar and Sultan (1895)